# Herreria
Herreria là một chi thực vật có hoa trong họ Asparagaceae.